# Dýrafjarðargöng
De Dýrafjarðargöng is een wegtunnel op IJsland. De tunnel verbindt in de Westfjorden de Arnarfjordur en Dýrafjörður met elkaar. Het wegvak is ongeveer 5,3 kilometer lang en verkort de route richting het zuiden met 27 kilometer. 
De belangrijkste reden om de tunnel aan te leggen was dat daardoor de 550 meter hoge bergpas over de Hrafnseyrarheiði niet meer genomen hoeft te worden. Deze pas is 's winters door sneeuwval vaak afgesloten.
De noordelijke ingang ligt ongeveer ter hoogte van Dranga aan de Dýrafjörður; de zuidelijke ingang bij Rauðsstaðir aan de Borgarfjörður (dat deel van de grotere Arnarfjörður uit maakt).
De bouw van de tunnel begon in mei 2017 en hij werd in 2020 voltooid.